# Tococa perclara
Tococa perclara är en tvåhjärtbladig växtart som beskrevs av John Julius Wurdack. Tococa perclara ingår i släktet Tococa och familjen Melastomataceae. Inga underarter finns listade i Catalogue of Life.